# Спортивная гимнастика на летних Олимпийских играх 2000 — перекладина
Соревнования на перекладине среди мужчин в спортивной гимнастике на Летних Олимпийских играх 2000 года состоялись 16 и 25 сентября в спорткомплексе «Сидней СуперДом». Одинаковое количество баллов набрали российский гимнаст Алексей Немов и французский спортсмен армянского происхождения Бенжамен Варонян, но за счёт более высокой оценки, полученной судьями, Алексей стал олимпийским чемпионом. Бронзовую медаль завоевал кореец Ли Джу Хён.

## Результаты

### Квалификация
В квалификационном раунде 17 сентября участвовали 76 гимнастов, из которых восемь лучших пробились в финал 24 сентября. Каждая страна выдвигала не более двух гимнастов в финале.

### Финал
| Место | Гимнаст                     | Результат |
| ----- | --------------------------- | --------- |
|       | Алексей Немов Россия        | 9.787     |
|       | Бенжамен Варонян Франция    | 9.787     |
|       | Ли Джу Хён Республика Корея | 9.775     |
| 4     | Алексей Бондаренко Россия   | 9.762     |
| 5     | Александр Береш Украина     | 9.750     |
| 6     | Илья Гиоргадзе Грузия       | 9.625     |
| 7     | Дитер Рем Швейцария         | 8.925     |
| 8     | Наоя Цукахара Япония        | 8.825     |